# 大仁站
大仁站（日语：／ Ohito eki */?）是位於靜岡縣伊豆之國市大仁584番地，伊豆箱根鐵道的駿豆線車站。車站編號為IS11。車站鄰近溫泉街。

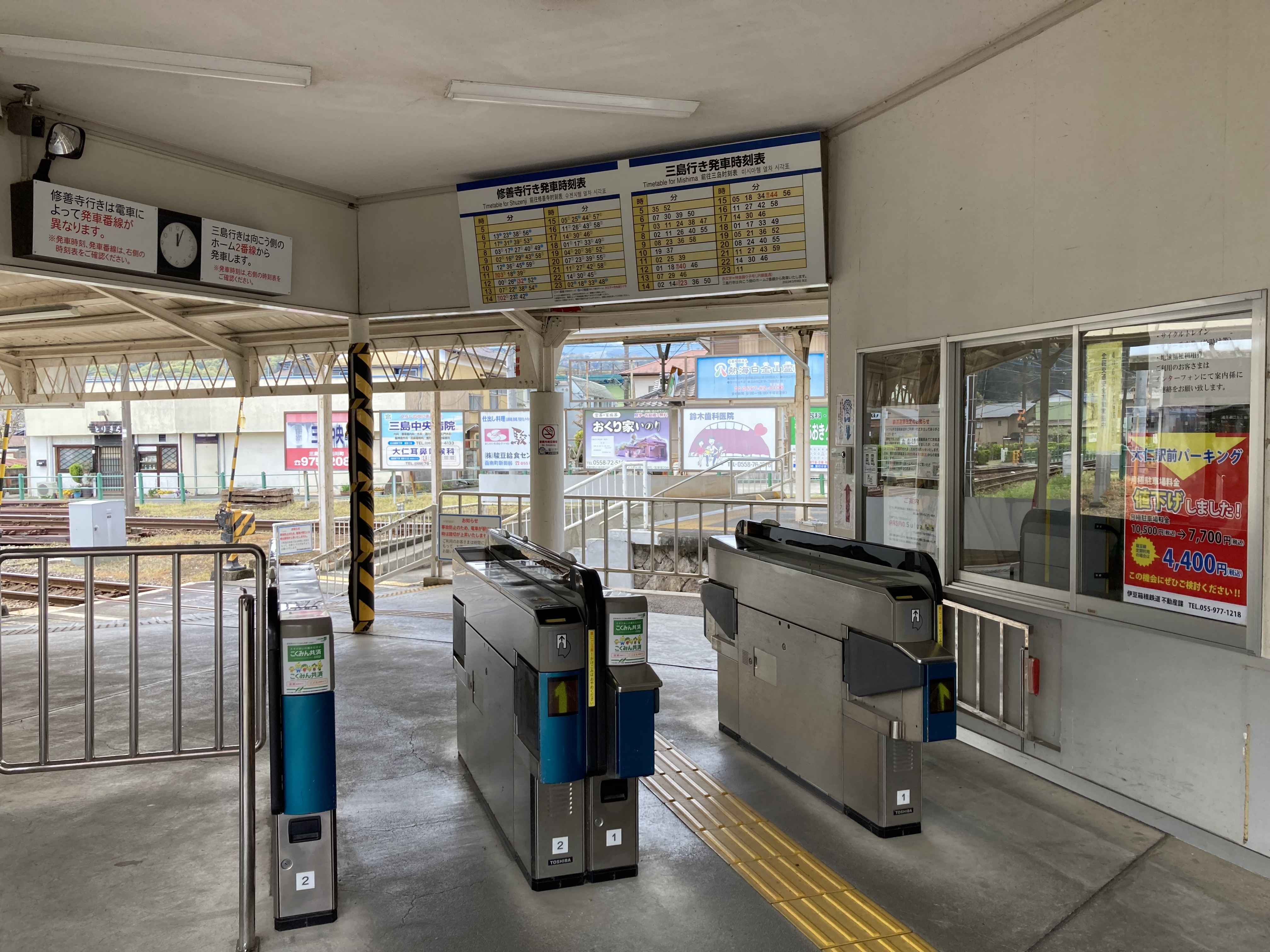
驗票口(2023年4月)

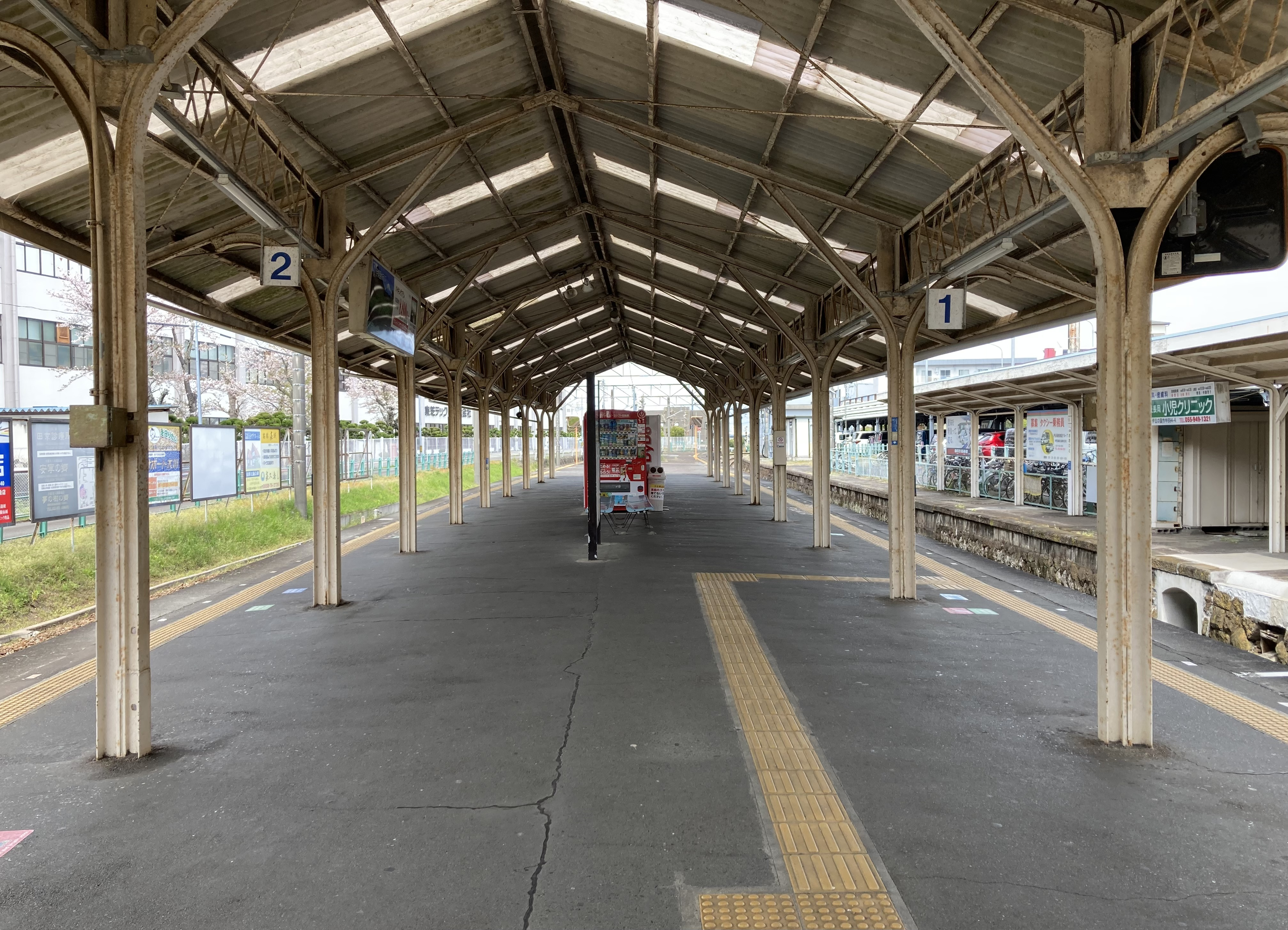
月台(2023年4月)

## 歷史
- 1899年（明治32年）
  - 7月17日：南條（現時：伊豆長岡）至大仁之間開通，此站啟用。
  - 12月25日：向帝國議會議長提交敷設請願書，以大仁站為起點，敷設鐵路線至下田港。現時沒有實現構想。
- 1924年（大正13年）8月1日：大仁至修善寺之間開通，成為中途車站。
- 2009年（平成21年）10月12日：為紀念大仁高校（日语：静岡県立大仁高等学校）創立90周年。發車音樂改為該校的校歌。直至2010年3月前，在2010年4月以降的發車鈴和發車音樂回復原狀[1]。
- 2015年（平成27年）3月27日：，在鐵道綜合技術研究所研究下，全球首架列車使用超導輸電技術於田京至修善寺之間成功行走[2]。在此站設置了超導輸電系統，以進行試驗行走。
- 2020年（令和2年）3月22日：除了早上部分時段外，其他時間沒有車站職員當值。

## 車站構造
此站是地面車站，設有1面2線的島式月台。月台建設彎道上。站房位於1號月台路軌對面（車站東邊），月台與車站之間設有站內平交道。1號月台的路軌中，曾經兩邊均設有站台，為大仁站終點站的遺蹟，現時靠近車站一方的站台已停止使用。站房鄰接前貨物月台，該處現時變成停車場。
從前此站是全日職員配置車站，現時只在早上7時至8時30分之間設有職員當值，並只負責檢票業務。另外，在踊子出發前，會派遣職員於此站售賣指定席特急票。

### 月台
| 月台 | 路線          | 上下行 | 方向                 |
| ---- | ------------- | ------ | -------------------- |
| 1    | ■特急「踊子」 | 下行   | 修善寺方向           |
| 1    | 駿豆線        | 下行   | 修善寺方向           |
| 2    | ■特急「踊子」 | 上行   | 三島、熱海、東京方向 |
| 2    | 駿豆線        | 上行   | 三島方向             |
| 2    | 駿豆線        | 下行   | 修善寺方向※          |

※當不需要列車交會時候，下行普通列車會在2號月台出發。這樣乘客不需要越過站內平交道。
在2009年10月12日至2010年3月31日之間，發車音樂臨時改為使用大仁高等學校校歌（後來高等學校進行整合，大仁高等學校現時成為伊豆綜合高等學校）。

## 使用狀況
根據「靜岡縣統計年鑑」，在2018年（平成30年）度，1日平均乘車人次為1,191人。
| 年度               | 1日平均 乘車人次 | 參考資料 |
| ------------------ | ---------------- | -------- |
| 1993年（平成05年） | 2,278            | [ * 1 ]  |
| 1994年（平成06年） | 2,218            | [ * 2 ]  |
| 1995年（平成07年） | 2,137            | [ * 3 ]  |
| 1996年（平成08年） | 2,106            | [ * 4 ]  |
| 1997年（平成09年） | 2,072            | [ * 5 ]  |
| 1998年（平成10年） | 2,017            | [ * 6 ]  |
| 1999年（平成11年） | 1,958            | [ * 7 ]  |
| 2000年（平成12年） | 1,889            | [ * 8 ]  |
| 2001年（平成13年） | 1,826            | [ * 9 ]  |
| 2002年（平成14年） | 1,725            | [ * 10 ] |
| 2003年（平成15年） | 1,749            | [ * 11 ] |
| 2004年（平成16年） | 1,751            | [ * 12 ] |
| 2005年（平成17年） | 1,760            | [ * 13 ] |
| 2006年（平成18年） | 1,737            | [ * 14 ] |
| 2007年（平成19年） | 1,743            | [ * 15 ] |
| 2008年（平成20年） | 1,680            | [ * 16 ] |
| 2009年（平成21年） | 1,682            | [ * 17 ] |
| 2010年（平成22年） | 1,395            | [ * 18 ] |
| 2011年（平成23年） | 1,326            | [ * 19 ] |
| 2012年（平成24年） | 1,345            | [ * 20 ] |
| 2013年（平成25年） | 1,285            | [ * 21 ] |
| 2014年（平成26年） | 1,232            | [ * 22 ] |
| 2015年（平成27年） | 1,270            | [ * 23 ] |
| 2016年（平成28年） | 1,262            | [ * 24 ] |
| 2017年（平成29年） | 1,255            | [ * 25 ] |
| 2018年（平成30年） | 1,191            | [ * 26 ] |

## 車站周邊
在2006年的時候，站前迴旋路處設有足湯。
- 大仁溫泉（日语：大仁温泉）
- 大仁神社
- 東芝Tec（日语：東芝テック）大仁事業所
- 水晶山
- 靜岡縣立大仁高等學校（日语：静岡県立大仁高等学校）
- 大仁酒店
- 修善寺道路（日语：修善寺道路）大仁南交匯處（日语：大仁南インターチェンジ）
- 國道136號（日语：国道136号）
- APITA大仁店
- 狩野川
- 山田電機Teccland修善寺店（東南方步行15分鐘）
- 城山（日语：城山 (伊豆の国市)）

## 巴士路線
| 乘車處   | 乘車處 | 系統           | 主要途經         | 目的地     | 巴士公司   | 備註    |
| -------- | ------ | -------------- | ---------------- | ---------- | ---------- | ------- |
| 大仁站前 |        |                | 大仁小學、田京站 | 宗光寺下   | 新東海巴士 | 假日1班 |
| 大仁站前 |        | 大仁小學、浮橋 | 龜石峠           | 新東海巴士 |            |         |
| 大仁站前 |        |                | 瓜生野           | 修善寺站   | 新東海巴士 |         |

## 相鄰車站
伊豆箱根鐵道
■駿豆線
■特急「踊子」
伊豆長岡（IS09）－大仁（IS11）－修善寺（IS13）
■普通
田京（IS10）－大仁（IS11）－牧之鄉（IS12）

## 注腳

### 使用狀況
1. ↑  靜岡縣統計年鑑1993（平成5年）PDF（日語）
2. ↑  靜岡縣統計年鑑1994（平成6年）PDF（日語）
3. ↑  靜岡縣統計年鑑1995（平成7年）PDF（日語）
4. ↑  靜岡縣統計年鑑1996（平成8年）PDF（日語）
5. ↑  靜岡縣統計年鑑1997（平成9年）PDF（日語）
6. ↑  靜岡縣統計年鑑1998（平成10年）PDF（日語）
7. ↑  靜岡縣統計年鑑1999（平成11年）PDF（日語）
8. ↑  靜岡縣統計年鑑2000（平成12年）PDF（日語）
9. ↑  靜岡縣統計年鑑2001（平成13年）PDF（日語）
10. ↑  靜岡縣統計年鑑2002（平成14年）PDF（日語）
11. ↑  靜岡縣統計年鑑2003（平成15年）PDF（日語）
12. ↑  靜岡縣統計年鑑2004（平成16年）PDF（日語）
13. ↑  靜岡縣統計年鑑2005（平成17年）PDF（日語）
14. ↑  靜岡縣統計年鑑2006（平成18年）PDF（日語）
15. ↑  靜岡縣統計年鑑2007（平成19年）PDF（日語）
16. ↑  靜岡縣統計年鑑2008（平成20年）PDF（日語）
17. ↑  靜岡縣統計年鑑2009（平成21年）PDF（日語）
18. ↑  靜岡縣統計年鑑2010（平成22年）PDF（日語）
19. ↑  靜岡縣統計年鑑2011（平成23年）PDF（日語）
20. ↑  靜岡縣統計年鑑2012（平成24年）PDF（日語）
21. ↑  靜岡縣統計年鑑2013（平成25年）PDF（日語）
22. ↑  靜岡縣統計年鑑2014（平成26年）PDF（日語）
23. ↑  靜岡縣統計年鑑2015（平成27年）PDF（日語）
24. ↑  靜岡縣統計年鑑2016（平成28年）PDF（日語）
25. ↑  靜岡縣統計年鑑2017（平成29年）PDF（日語）
26. ↑  靜岡縣統計年鑑2018（平成30年）PDF（日語）

## 外部連結
- 伊豆箱根鐵道　大仁站 （页面存档备份，存于）（日語）